# Технічне регулювання
Технічне регулювання — правове регулювання відносин у сфері встановлення, застосування та виконання обов'язкових вимог до продукції або пов'язаних з нею процесів, систем і послуг, персоналу та органів, а також перевірка їх дотримання шляхом оцінки відповідності та/або ринкового нагляду.

## Обов'язкові вимоги
Обов'язкові вимоги — це вимоги, які стосуються захисту життя та здоров'я людей, тварин і рослин, охорони довкілля та природних ресурсів, забезпечення енергоефективності, захисту майна, забезпечення національної безпеки та запобігання підприємницькій практиці, що вводить споживача (користувача) в оману. Обов'язкові вимоги визначаються в технічних регламентах. Відповідність введеної в обіг, наданої на ринку або введеної в експлуатацію в Україні продукції вимогам усіх чинних технічних регламентів, які застосовуються до такої продукції, є обов'язковою.
Відповідність продукції вимогам технічних регламентів може бути забезпечена шляхом застосування національних стандартів та/або технічних специфікацій, посилання на які містяться у відповідних технічних регламентах. У технічному регламенті зазначається, чи відповідність продукції таким національним стандартам та/або технічним специфікаціям є єдиним способом, чи одним із способів задоволення відповідних вимог технічного регламенту.
Виробники мають право приймати інші рішення для задоволення вимог технічних регламентів, крім застосування стандартів з переліку національних стандартів, тобто застосування стандартів із зазначеного переліку для виробника є добровільним.
Виробники, виходячи з презумпції відповідності, зацікавлені в застосуванні національних стандартів. В разі застосування інших рішень для задоволення вимог технічних регламентів презумпція відповідності не надається.

## Оцінка відповідності вимогам технічних регламентів
Оцінка відповідності вимогам технічних регламентів здійснюється у випадках і шляхом застосування процедур оцінки відповідності, які визначені в технічних регламентах. Процедури оцінки відповідності вимогам технічних регламентів застосовуються виробниками, а у випадках, в яких згідно з відповідними технічними регламентами обов'язки виробників покладаються на імпортерів або розповсюджувачів, — імпортерами або розповсюджувачами. Виробники та інші особи, зазначені вище, застосовують процедури оцінки відповідності вимогам технічних регламентів самостійно, а у випадках, визначених у технічних регламентах чи передбачених ними процедурах оцінки відповідності, — із залученням відповідних органів з оцінки відповідності.
Процедури оцінки відповідності, що визначаються в технічних регламентах, розробляються з використанням модулів оцінки відповідності, затверджених Кабінетом Міністрів України.

## Декларування відповідності
В разі відповідності продукції вимогам технічних регламентів, що до неї застосовуються у випадках, визначених у цих технічних регламентах, виробник або уповноважений представник від імені та під відповідальність виробника повинен складати декларацію про відповідність.
У декларації про відповідність заявляється про те, що виконання вимог, які застосовуються до продукції та визначені у відповідних технічних регламентах, було доведено. Декларація про відповідність складається згідно з вимогами до її змісту, примірною структурою чи формою, що встановлюються відповідними технічними регламентами.

## Знак відповідності технічним регламентам
В разі відповідності продукції вимогам технічних регламентів, що до неї застосовуються, у випадках, визначених у цих технічних регламентах, на продукцію та/або на інші об'єкти, що визначені такими технічними регламентами (табличку з технічними даними, пакування, супровідні документи тощо), повинен наноситися знак відповідності технічним регламентам. Нанесенням знака відповідності технічним регламентам на продукцію вважається також нанесення цього знака на будь-який інший, ніж сама продукція, об'єкт, який визначений у відповідному технічному регламенті.
Форма та опис знака відповідності технічним регламентам встановлюються Кабінетом Міністрів України.
Певними технічними регламентами може бути передбачено застосування знака відповідності технічним регламентам, що має іншу форму, ніж та, що встановлюється Кабінетом Міністрів України. У цих випадках форма знака відповідності технічним регламентам встановлюється відповідними технічними регламентами.

## Контроль відповідності продукції
Контроль відповідності продукції вимогам технічних регламентів здійснюється шляхом державного ринкового нагляду і контролю нехарчової продукції, а в разі якщо певні види продукції, на які поширюється дія технічних регламентів, не підлягають державному ринковому нагляду і контролю нехарчової продукції, — шляхом здійснення інших видів державного нагляду (контролю) відповідно до законодавства.